# Zeng Zhen
Zeng Zhen (chinesisch 曾珍; * 28. November 1993 in Chengdu) ist eine ehemalige chinesische Synchronschwimmerin.

## Erfolge
Zeng Zhen gewann bei den Asienspielen 2014 in Incheon ihre ersten internationalen Medaillen, als sie sich in der Mannschaftskonkurrenz vor Japan und Nordkorea und in der Kombination vor Japan und Kasachstan jeweils die Goldmedaille sicherte. Drei Medaillengewinne folgten ein Jahr darauf bei den Weltmeisterschaften in Kasan. In der Mannschaftskonkurrenz des freien und auch den technischen Programms sowie in der Kombination belegte die chinesische Mannschaft mit Zeng den jeweils zweiten Platz hinter der russischen Mannschaft. Alle drei Male belegte die Mannschaft Japans den dritten Podestplatz. Bei den Olympischen Spielen 2016 in Rio de Janeiro ging Zeng im Mannschaftswettbewerb an den Start. In diesem erzielten die Chinesinnen 192,9841 Punkte, womit sie wie schon 2012 hinter Russland mit 196,1439 Punkten Zweite wurden. Den dritten Platz belegte Japan mit 189,2056 Punkten. Neben Zeng erhielten Gu Xiao, Liang Xinping, Yin Chengxin, Sun Wenyan, Tang Mengni, Guo Li, Li Xiaolu und Huang Xuechen Silber. Bei der World-Series-Veranstaltung im März 2017 in Frankreich sicherte sich Zeng im Duett noch eine Silbermedaille, ehe sie einen Monat darauf in China zwei World-Series-Goldmedaillen im Duett gewann. Dies waren ihre letzten Erfolge auf internationaler Ebene.